# Emenda Constitucional n.º 46 à Constituição brasileira de 1988
A Emenda Constitucional nº 46, promulgada em 5 de maio de 2005, alterou a Constituição da República Federativa do Brasil de 1988. Seu principal objetivo foi modificar o inciso IV do artigo 20 da Constituição Federal, que trata da titularidade de bens imóveis públicos em ilhas costeiras com sede de municípios.

### Conteúdo da Emenda
A emenda alterou o inciso IV do art. 20 da Constituição, que passou a ter a seguinte redação:
“Art. 20. São bens da União:  [...]  IV - os terrenos de marinha e seus acrescidos, exceto os situados nas ilhas costeiras que contenham sede de Municípios, ressalvados os casos previstos no art. 49, inciso I.”
Com essa nova redação, as ilhas costeiras que contêm a sede de Municípios passaram a integrar o patrimônio dos respectivos Estados, com exceção dos terrenos de marinha e seus acrescidos, que continuam sob domínio da União.

### Objetivo e Justificativa
A emenda teve como finalidade descentralizar o domínio sobre áreas insulares urbanizadas e promover maior autonomia dos Estados na gestão territorial. Atendeu a demandas de estados litorâneos quanto à regularização fundiária, arrecadação de tributos e gestão local.

### Interpretação pelo Supremo Tribunal Federal
O Supremo Tribunal Federal (STF), no julgamento do Recurso Extraordinário nº 636.199/ES, com repercussão geral reconhecida (Tema 676), firmou a seguinte tese:
“A Emenda Constitucional nº 46/2005 não interferiu na propriedade da União, nos moldes do art. 20, VII, da Constituição da República, sobre os terrenos de marinha e seus acrescidos situados em ilhas costeiras sede de Municípios.”
O STF reconheceu que a EC 46/2005 criou exceção à regra anterior, que atribuía à União a titularidade sobre todas as ilhas costeiras. Com a alteração, ilhas costeiras que contêm a sede de municípios passaram, em regra, a integrar o patrimônio dos respectivos Estados. Contudo, os terrenos de marinha e seus acrescidos, ainda que localizados nessas ilhas, continuam sendo bens da União, conforme previsão expressa do art. 20, inciso VII, da Constituição Federal, que permaneceu inalterado.
A decisão resultou de uma interpretação sistemática entre os incisos IV e VII do art. 20 da Constituição, buscando compatibilizar o novo regime dominial das ilhas com a manutenção da titularidade federal sobre áreas estratégicas do ponto de vista patrimonial e ambiental.

### Ilhas Costeiras com Sede de Municípios
A emenda se aplica a ilhas costeiras que possuam a sede do município. Exemplos:
- Ilha de Santa Catarina – sede do município de Florianópolis (SC)
- Ilha de São Luís – sede do município de São Luís (MA)
- Ilha de São Sebastião – sede do município de Ilhabela (SP)
- Ilha do Marajó – grande ilha costeira no Pará que abriga várias sedes municipais como Soure, Salvaterra, Cachoeira do Arari, Chaves, Ponta de Pedras, Muaná, Santa Cruz do Arari, Anajás, Breves, entre outras

### Aplicações e Controvérsias
Apesar da alteração constitucional, persistem controvérsias administrativas e judiciais relacionadas à distinção entre as áreas que passaram ao domínio dos Estados e aquelas que permaneceram sob controle da União. A correta identificação dos terrenos de marinha, e sua separação das demais áreas, demanda análises técnicas e, muitas vezes, intervenção do Poder Judiciário.